# 13 Dead Men
13 Dead Men è un film carcerario del 2003 diretto da Art Camacho.

## Trama
Malachi, un noto ladro di diamanti viene ingiustamente accusato di omicidio e trasferito nel braccio della morte, ma scopre che il direttore del penitenziario ha dei diamanti nascosti, e cerca di fare di tutto il possibile per indurlo a rivelare la posizione dei diamanti, compresa la commutazione della pena in ergastolo. Però Malachi si rivolge a Caj, un altro detenuto per cercare di ottenere la libertà.

## Produzione
Il film è stato girato a Los Angeles, in California, nel gennaio 2003.

## Distribuzione
Il film è uscito in home video il 21 ottobre 2003 negli Stati Uniti, mentre invece in Italia il 1º ottobre 2004.